# Stor-Lomtjärnen, Ångermanland
Stor-Lomtjärnen är en sjö i Bjurholms kommun i Ångermanland och ingår i Öreälvens huvudavrinningsområde. Stor-Lomtjärnen ligger i Öreälven Natura 2000-område.